# Xestia youngii
Xestia youngii är en fjärilsart som beskrevs av Smith 1902. Xestia youngii ingår i släktet Xestia och familjen nattflyn. Inga underarter finns listade i Catalogue of Life.